# Выстрел (роман Ли Чайлда)
«Выстрел» (англ. One Shot, другие названия — «Один выстрел», «Джек Ричер, или Выстрел») — роман английского писателя Ли Чайлда, вышедший в 2005 году. Девятая книга из серии о бывшем военном полицейском Джеке Ричере. Является бестселлером по версии «The New York Times».

## Сюжет
В одном из городов Индианы снайпер стреляет шесть раз и убивает пятерых. Улики, оставленные стрелком, приводят к бывшему военнослужащему Джеймсу Барру. На допросе Барр говорит, что он этого не делал, и просит найти некоего Джека Ричера.
Увидев по телевизору сюжет о бойне, Ричер, бывший майор военной полиции, сам направляется в Индиану. Вместо того, чтобы помочь Барру, Джек намеревается осудить его. По мнению Джека, он — последний человек, которого Джеймс хотел бы видеть. Во время войны в Персидском заливе Барр застрелил четверых похожим способом, и Ричер, расследуя то дело, поклялся убить Джеймса, если это повторится. К сожалению, Барра избивают в тюрьме и он теряет память.
Сестра Барра Розмари убеждена в невиновности брата и нанимает адвоката Хелен Родин защищать его. Отец Хелен — окружной прокурор, который будет представлять обвинение по этому делу. Ведущая местных новостей Энн Янни также ведёт журналистское расследование и Ричер предлагает ей сотрудничество. Как опытный стрелок, Ричер понимает, что расстояние от гаража, где сидел убийца, до жертв ничтожно, для такого опытного снайпера, как Барр. Следовательно, один выстрел нарочно не достиг цели.
Ричер едет в Кентукки на стрельбище, где практиковался Барр, и узнаёт, что Джеймс уже не так хорош в стрельбе, как прежде. Джек понимает, что Барр не виновен. Расследование приводит его к главарю русской мафии, которой «заказал» убийство конкретного человека.

## Номинации
- 2006 — Номинация на премию «Macavity Award» в категории «Лучший детективный роман»[8]

## Экранизация
В 2012 году вышла экранизация книги под названием «Джек Ричер». Главную роль в фильме исполнил Том Круз.